# 울주군 (1988년 선거구)
울주군은 대한민국의 옛 국회의원 선거구이다. 당시 경상남도 울주군 지역을 관할했다.

## 역사
제13대 국회의원 선거를 앞두고 울산시·울주군 선거구에서 분리되면서 신설되었다.
1991년 1월, 울주군의 명칭이 울산군으로 변경되었다. 이에 제14대 국회의원 선거를 앞두고 울산군 선거구로 개편되었다.

## 역대 국회의원
| 선거   | 정당 | 정당       | 의원   |
| ------ | ---- | ---------- | ------ |
| 1988년 |      | 민주정의당 | 박진구 |

## 역대 선거 결과

### 대한민국 제13대 국회의원 선거
|  | 40.13% |

|  | 25.45% |

|  | 20.39% |

|  | 14.01% |